# Leo-Cedarville
Leo-Cedarville – miasto w Stanach Zjednoczonych, w stanie Indiana, w hrabstwie Allen.